# Astropecten cingulatus
Astropecten cingulatus är en sjöstjärneart som beskrevs av Percy Sladen 1833. Astropecten cingulatus ingår i släktet Astropecten och familjen kamsjöstjärnor. Inga underarter finns listade i Catalogue of Life.